# 山堂肆考
《山堂肆考》是明朝的一部類書，凡二百四十卷，分八十册，彭大翼著。
万历二十三年（1595年）《山堂肆考》完稿，全书分宫、商、角、徵、羽五集，中分四十五门，《宫集》又分为天文、时令、地理、君道、帝属、臣职；《商集》有臣职、仕进、科第、学校、政事、亲属；《角集》有亲属、人品、形貌、性行、文学、谥法、人事、诞育、民业；《徵集》有释教、道教、神祇、仙教、鬼怪、曲礼、音乐、技艺、宫室、器用、珍宝、币帛、衣服、饮食；《羽集》有百谷、蔬菜、花品、草卉、果品、树木、羽虫、鳞虫、甲虫、昆虫、补遗。门又各分子目。万历四十七年（1619年），该书散佚，彭大翼之孙婿张幼学“寻绎旧闻，踵事增订，遂成完帙”，改为六十册装订。